# Гражданский флаг
Гражданский флаг — флаг, обозначающий государственную принадлежность, используемый частными лицами на суше. 
Термин «гражданский флаг» был введён американским вексиллологом Уитни Смитом в 1960-х годах. Это знак принадлежности к нации и своего уважения к Родине. Часто повторяет государственный, но может и отличаться от него. Так, в Германии гражданский флаг выглядит так же, как государственный, зато существует отдельный флаг, вывешиваемый на зданиях федерального правительства — он повторяет чёрно-красно-жёлтый государственный триколор, но дополнительно содержит изображение герба страны. В Испании гражданский флаг представляет собой сочетание двух красных и одной жёлтой полосы, а на государственном флаге дополнительно размещён государственный герб. Порядок использования гражданского флага определяются законами соответствующей страны. 
В некоторых странах гражданский флаг не существует, а использование государственного флага в качестве гражданского на суше запрещено: Зимбабве, Кения, Лесото, Малави, Науру, Пакистан, Саудовская Аравия, Эсватини. При этом государственный флаг используется в качестве вымпела (торгового флага) на гражданских судах, но не всегда — в Пакистане и Саудовской Аравии утверждены специальные торговые вымпелы. В Российской Федерации появилась возможность использования государственного флага в качестве гражданского после изменения 8 ноября 2008 года формулировки статьи 17.10 Кодекса об административных правонарушениях «Незаконные действия по отношению к государственным символам Российской Федерации».

Примеры гражданских флагов, отличающихся от государственных
Государственный флаг Австрии
Гражданский флаг Австрии (отличается отсутствием герба)
Государственный флаг Андорры
Гражданский флаг Андорры (отличается отсутствием герба)
Государственный флаг Аргентины
Гражданский флаг Аргентины (отличается отсутствием «майского солнца»)
Государственный флаг Бельгии
Гражданский  флаг Бельгии (отличается пропорциями)
Государственный флаг Боливии
Гражданский флаг Боливии (отличается отсутствием герба)
Государственный флаг Венгрии
Гражданский  флаг Венгрии (отличается пропорциями)
Государственный флаг Венесуэлы
Гражданский флаг Венесуэлы (отличается отсутствием герба)
Государственный флаг Республики Гаити
Гражданский флаг Республики Гаити (отличается отсутствием герба)
Государственный флаг Гватемалы
Гражданский флаг Гватемалы (отличается отсутствием герба)
Государственный флаг Дании
Гражданский флаг Дании (отличается отсутствием косиц)
Государственный флаг Исландии
Гражданский флаг Исландии (отличается отсутствием косиц)
Государственный флаг Испании
Гражданский флаг Испании (отличается отсутствием герба)
Государственный флаг Коста-Рики
Гражданский флаг Коста-Рики (отличается отсутствием герба)
Государственный флаг Люксембурга
Гражданский  флаг Люксембурга
Государственный флаг Мексики
Гражданский флаг Мексики (отличается упрощённым рисунком герба)
Государственный флаг Монако
Гражданский флаг Монако
Государственный флаг Норвегии
Гражданский флаг Норвегии (отличается отсутствием косиц)
Государственный флаг Перу
Гражданский флаг Перу (отличается отсутствием герба)
Государственный флаг Польши
Гражданский флаг Польши (отличается оттенками)
Государственный флаг Сальвадора
Гражданский флаг Сальвадора (отличается отсутствием герба)
Государственный флаг Сан-Марино
Гражданский флаг Сан-Марино (отличается отсутствием герба)
Государственный флаг Сербии
Гражданский флаг Сербии (отличается отсутствием герба)
Государственный флаг Финляндии
Гражданский флаг Финляндии (отличается отсутствием герба)
Государственный флаг Эквадора
Гражданский флаг Эквадора (отличается отсутствием герба)